# Liophloeus tessulatus
Liophloeus tessulatus är en skalbaggsart som först beskrevs av Müller 1776.  Liophloeus tessulatus ingår i släktet Liophloeus, och familjen vivlar. Arten är reproducerande i Sverige.

## Bildgalleri

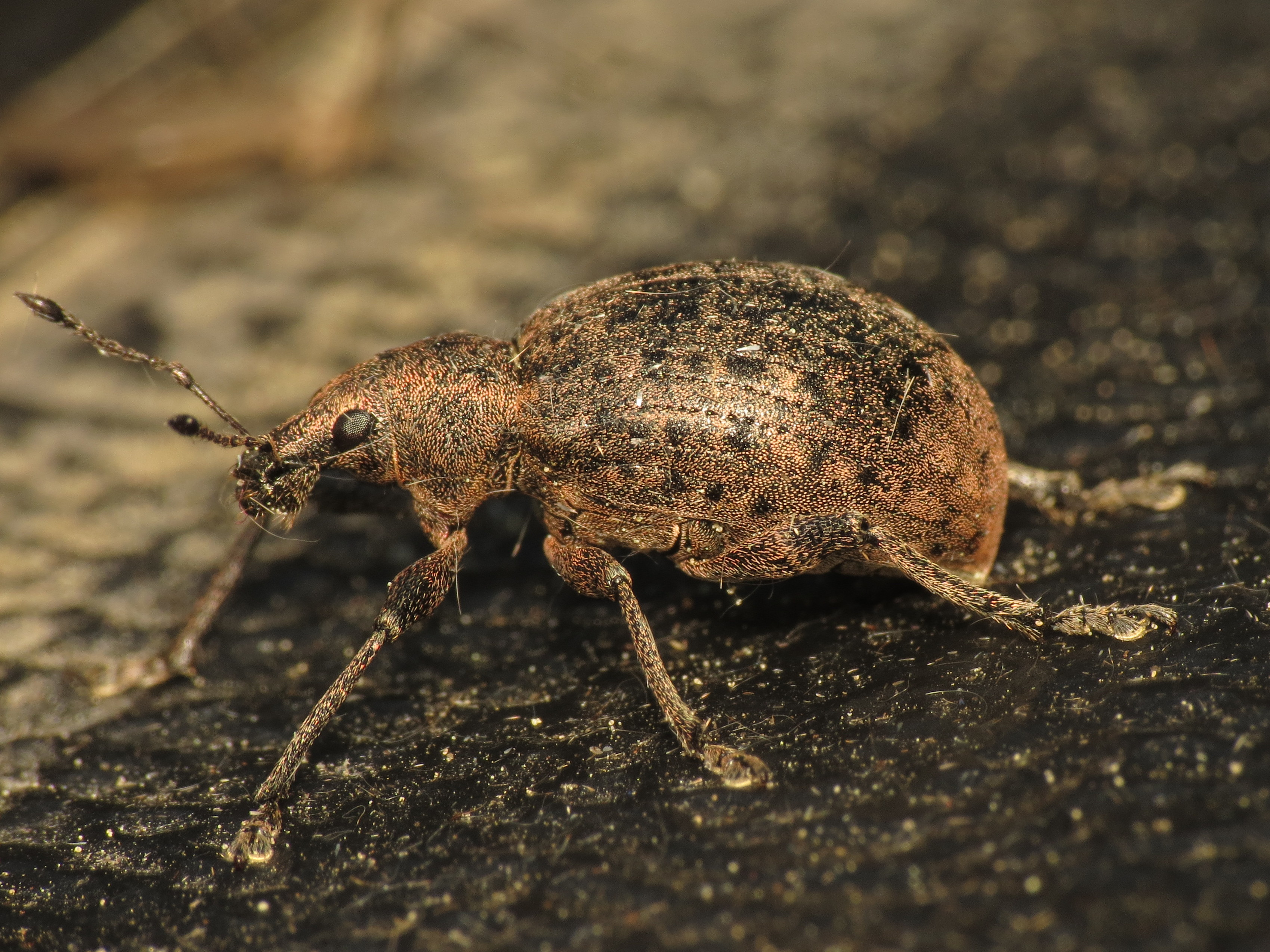
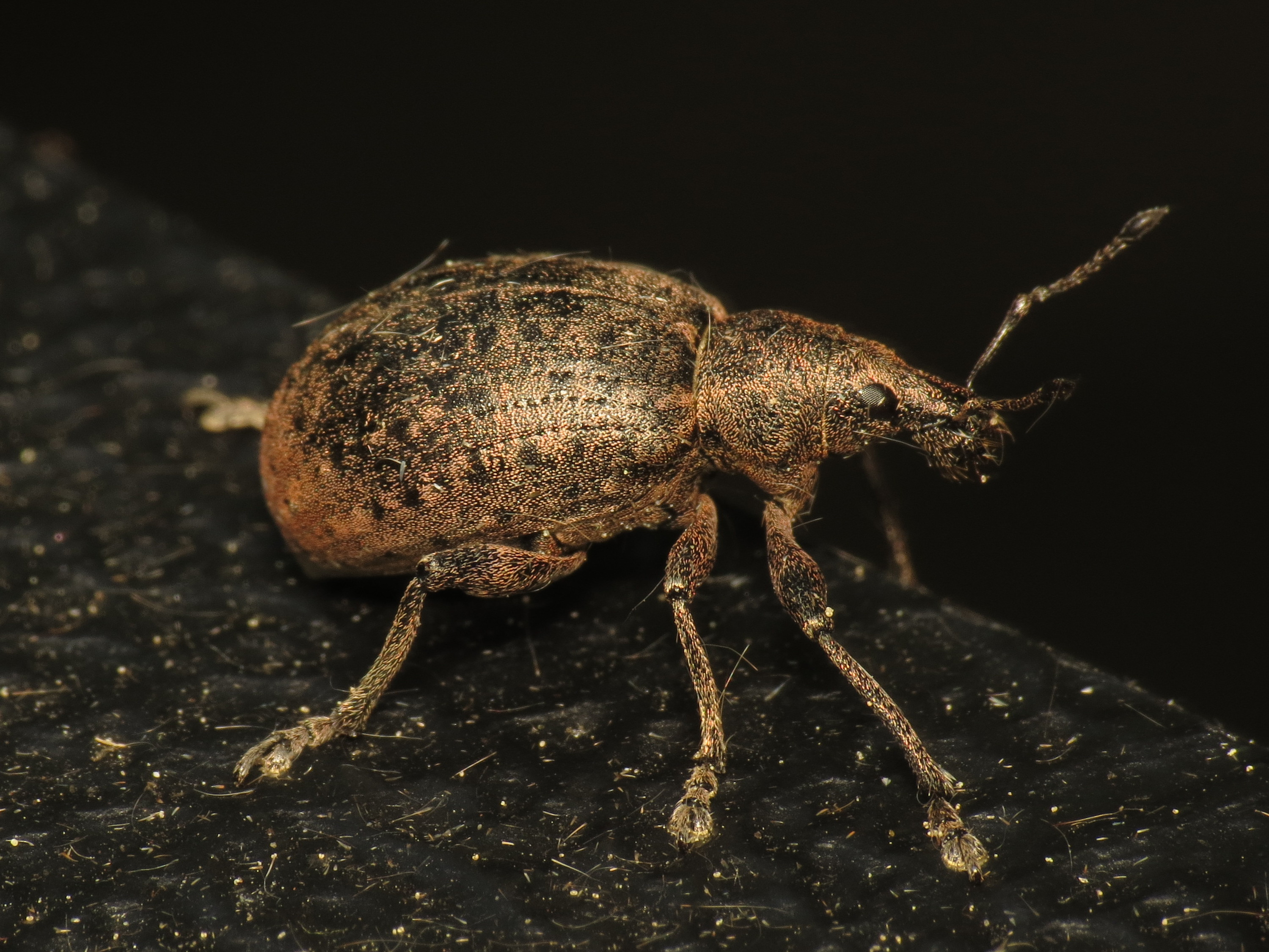
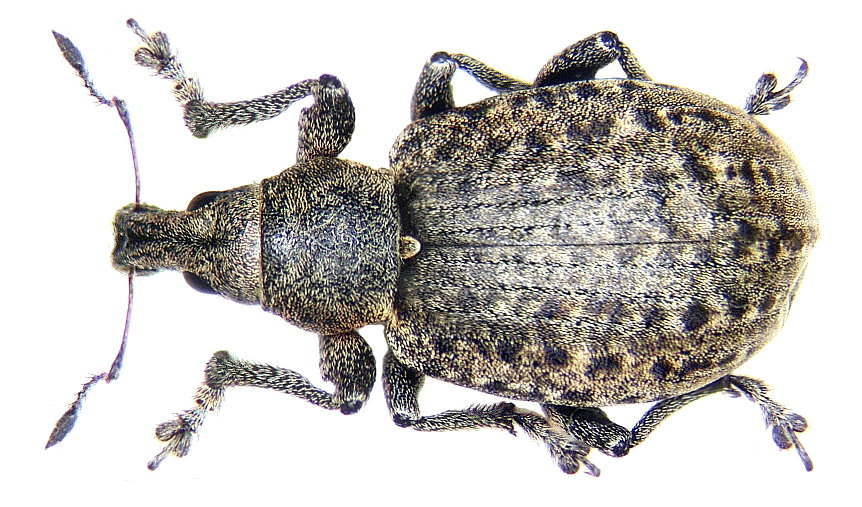
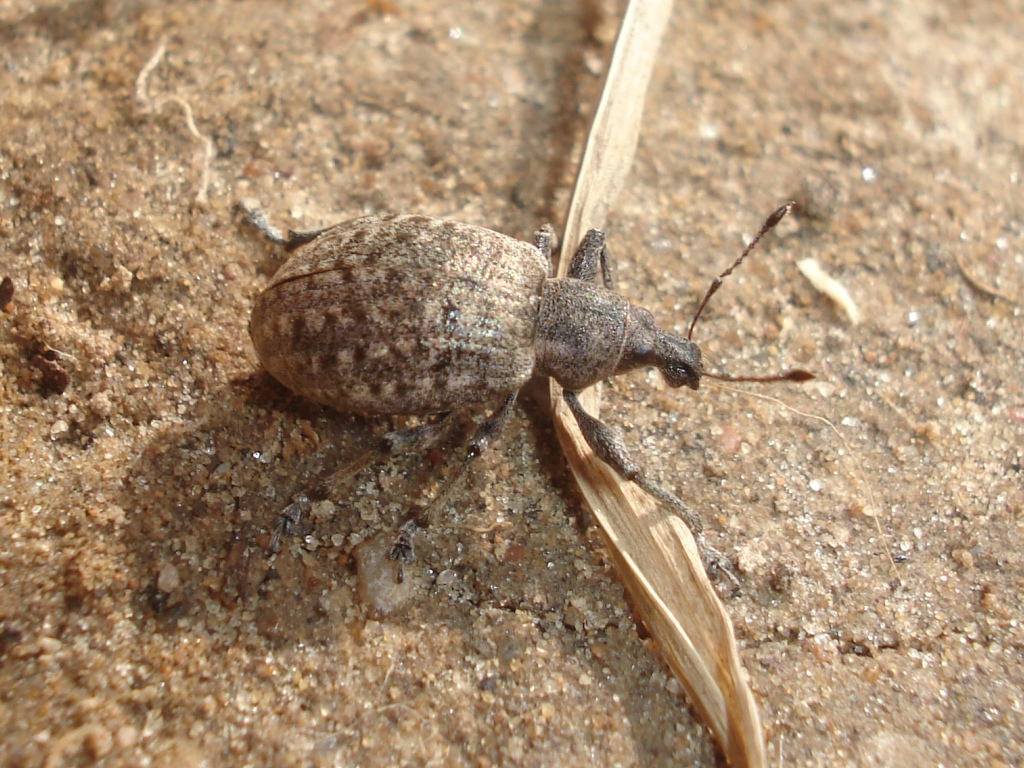
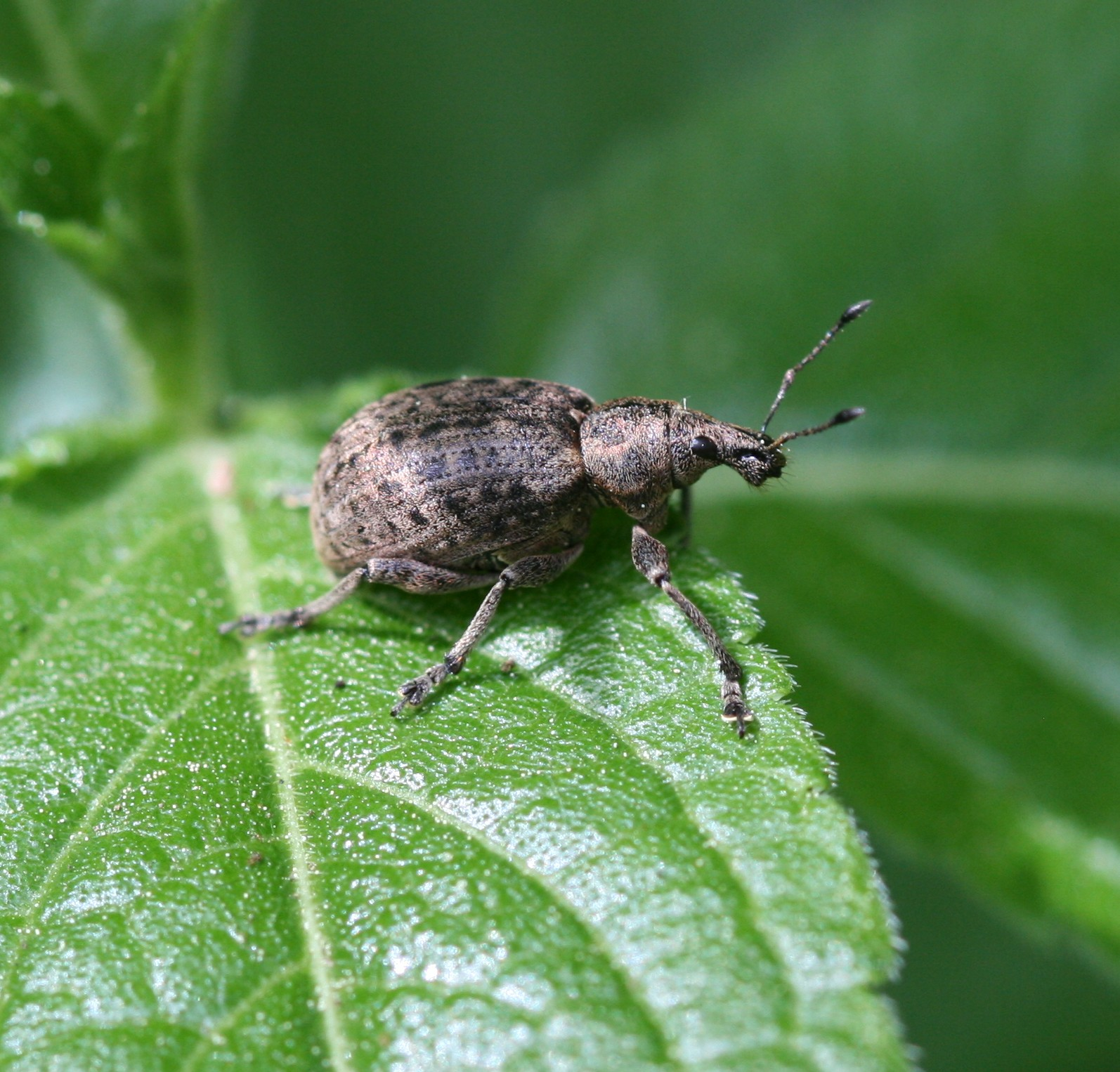
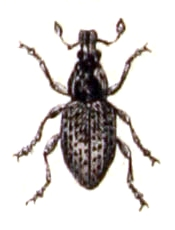